# Obywatele IV Świata
Obywatele IV Świata – EP kolektywu muzycznego Masala wydane w 2007. Album bardzo zaangażowany politycznie, nagrany pod wpływem frustracji sposobem rządzenia Polską przez koalicję PiS/LPR/Samoobrona. Tytuł odnosi się wyśmiewanego hasła IV Rzeczpospolita używanego przez PiS.

## Lista utworów
Opracowano na podstawie materiału źródłowego.
1. „Introdukcja”
2. „Myśl i Nie Ufaj”
3. „Obywatele IV Świata”
4. „M.E.N. in Black”
5. „Neo... Teo...”
6. „Żaden z Nich”
7. „Kraj-o-Brass”